# Crash Bandicoot 2: Cortex Strikes Back
Crash Bandicoot 2: Cortex Strikes Back är ett plattformsspel till tv-spelskonsollen PlayStation. När det släpptes i Japan gick det under benämningen Crash Bandicoot 2: Counterattack of Cortex. Spelet utvecklades av Naughty Dog och utgavs av Sony Computer Entertainment. Det släpptes i USA på allhelgonaafton, 1997. Spelet är uppföljaren till 1996 års Crash Bandicoot. 
Crash Bandicoot 2 utspelar sig på och kring den påhittade ön N. Sanity. Hjälten är återigen den orange, antropomorfiske pungråttan i blå byxor, Crash Bandicoot. Crash blir bortrövad av Doctor Neo Cortex, den återkommande boven i Crash Bandicootspelen. Cortex har uppenbarligen dragit ett streck över förgångna synder och är nu villig att rädda världen. Efter det hamnar Crash på N. Sanityöarna för att försöka samla kristaller. Detta för att tillåta Cortex få styrkan från den förestående planetgrupperingen och på så sätt rädda planeten från att bli förstörd. Crash får sällskap av sin syster Coco. Hon misstänker att Cortex egentligen smider andra planer och försöker övertyga Crash om att samla ädelstenar istället för kristaller. 
Spelet blev tillgängligt för ägare av PSP och PS3 för nedladdning via playStation Network 2007-07-26. En vecka senare togs det dock bort på grund av tekniska problem.

## Spelupplevelse
Spelupplevelsen i Crash Bandicoot 2 liknar i mångt och mycket dess föregångare. Spelare kämpar sig igenom en begränsad miljö. Crash träffar på vägen på lådor som kan slås sönder. Varje låda innehåller någon typ av bonus. Om spelaren lyckas med bedriften att ha sönder alla lådor på en bana blir denne belönad med banans "clear gem" ("klar ädelsten"). Det går att samla på sig fler klara och färgade ädelstenar, men för att göra det är spelaren tvingad att hitta samt röra vid dem. Om en spelare klarar av att samla alla ädelstenar i spelet kommer spelets hemliga slutsekvens visas.
Crash kan utföra ett flertal manövrar, till exempel hoppa, snurrattackera, kroppstackla, glida, ducka och krypa. Om han glider eller duckar och sedan hoppar, kan han åstadkomma ett extra högt hopp. I tidigare spel gick det inte att glida eller kroppstackla. PlayStationkontrollens cirkelknapp aktiverade istället snurrattacken, precis som fyrkantsknappen. Vissa plattformar i Crash Bandicoot 2 är markerade med ett frågetecken. Om Crash ställer sig på en sådan blir han transporterad till en bonusbana. Det finns även speciella områden där allt inte är vad det ser ut att vara. Om spelaren kommer till ett sådant ställe, förs Crash till en av fem hemliga banor.
Vissa banor innehåller hemliga vägar där det finns lådor och andra hemligheter. Om inte spelaren är tillräckligt uppmärksam lägger denne inte märke till dem. Crash måste nå en viss punkt på banan utan att förlora ett enda liv för att kunna få tillgång till dessa vägar. Om så sker, kommer en plattform uppenbara sig som han kan hoppa upp på. Flera av dessa banor har en extra ädelsten utöver den som ges för att slå sönder alla lådor på en bana.

### Miljö
Crash Bandicoot 2 skiftar mellan flera olika miljöer. En del banor äger rum i skog, djungel eller på en strand, medan andra utspelar sig på en rymdstation eller snötäckt ö. Många av banorna äger rum på samma öar som i första Crash Bandicoot-spelet. Spelets sista femtedel tillbringar Crash ombord på en rymdstation. Ursprungligen var det planerat att djungelbanorna skulle innehålla markdimma. När andra spel som använde denna teknik fick kritik av tidningar och allmänheten övergav utvecklarna idén. Kritikerna menade att detta var ett sätt för utvecklarna att dölja ett lågt antal polygoner (d.v.s. mindre detaljerade miljöer och figurer). Bland Crash Bandicoot 2s fans har snöbanorna blivit några av de mest ihågkomna. Anledningen är att de erbjuder gott om effekter som till exempel reflekterande is och fallande snö.

### Handling
Största delen av det första Crash Bandicootspelet utspelade sig på Wumpaöarna, vid sydöstra Australiens kust. Crash Bandicoot skapades av Neo Cortex och hans assistent Nitrus Brio när de genomförde ett experiment. Neos experiment var egentligen tänkt för att få fram en general för sina "Cortexkommandosoldater". När Crash blev placerad i Cortex oavslutade häxkittel ansågs han som ett misslyckande. Därefter blev han utjagad ur Cortex slott. Crash återvände till slottet för att förhindra ett experiment på en kvinnlig pungrävling. Han räddade henne och försökte fly med hjälp av Cortex flygskepp. När Cortex försöker döda Crash faller han ned mot vad som antogs vara hans undergång. Crash kan därefter fly därifrån.
I spelets början ser spelaren att Cortex överlevde fallet och landade i en fuktig grotta. Där upptäcker han en stor kristall som inspirerar honom. Ett år passerar och spelaren får se Cortex ombord på en rymdstation. Där berättar hans nya assistent Doctor N. Gin att, för att kunna utnyttja styrkan hos "The Master Crystal", krävs det att han har 25 "Slave Crystals" i sin ägo. Dessa "Slave Crystals" är spridda över Jorden. Eftersom Cortex inte har några arbetare nere på Jorden kidnappar han Crash och övertalar honom att samla ihop Slave Crystals. Cortex talar om för Crash att han tänker använda dem i sin plan för att rädda Jorden från säker undergång.
Crash blir kontaktad under äventyrets gång av sin syster Coco. Hon försöker lista ut vad Cortex verkligen använder kristallerna till. Hon har även uppsikt över Doctor Nitrus Brio, Cortex forne assistent. Brio berättar för Crash att om han verkligen vill rädda världen är han tvingad att samla ädelstenar istället för kristaller. Brio vill använda ädelstenarna för att ta kål på Cortex. När alla kristaller är samlade och spelet lider mot sitt slut, avslöjar Coco att Cortex egentligen vill utnyttja kraften hos kristallerna till att förslava Jordens befolkning. Hjälten besegrar till sist Cortex ännu en gång och förvisar honom långt ut i rymden. Cortex rymdstation lämnas dock i drift. Efter att Crash har samlat alla 42 ädelstenar kan Brio använda dem tillsammans med en laserstråle för att förgöra Cortex rymdstation. Detta är för tillfället slutet på hotet från Cortex (men även början av Crash Bandicoot 3: Warped).

### Karaktärer
Karaktärerna består av huvudskurken Doctor Cortex, Crashs yngre syster Coco och den rubbade vetenskapsmannen Doctor Nitrus Brio. Andra figurer i spelet är Cortex högra hand, Doctor N. Gin, den galne kängurun Ripper Roo, Komodobröderna Joe och Moe samt tigermuskelknutten Tiny Tiger.
Crash Bandicoot själv är i handboken till spelet Crash Bash refererad som "den tokiga australiensaren".

## Spelets mottagande
Det genomsnittliga betyget på 89 procent på GameRankings bekräftar allmänhetens goda mottagning av Crash Bandicoot 2. GameSpot gav det 8.6 av 10 i betyg och hyllade dess grafik och musik.GameSpot menade att spelet var en kraftig förbättring i jämförelse med ettan (vilket GameSpot gav 6.8 av 10). IGN hyllade spelets grafik samt kontroll men kritiserade dess upprepande bandesign. Av IGN fick Crash Bandicoot 2 8.5 av 10. 
Det har sålt mer än tre miljoner kopior.
| Publikation             | Betyg     |
| ----------------------- | --------- |
| GameSpot                | 8.6 av 10 |
| IGN                     | 8.5 av 10 |
| The Electric Playground | 9.5 av 10 |
| All Game Guide          | 4 av 5    |

### Officiell
- (engelska) - Officiell webbplats

### Recensioner
- (engelska) Crash Bandicoot 2 på GameSpot
- (engelska) Crash Bandicoot 2 på IGN